# 阮福膺蒽
阮福膺蒽（越南语：／，1868年—1937年），號橘亭（／），字仲綸（／），阮朝宗室，官員、文學家。

## 生平
膺蒽生於嗣德二十一年（1868年），是綏理王阮福綿寊第八子阮福洪茸的次子。
1937年12月5日，膺蒽在葦野的家中因病去世，享壽七十歲。